# Giora Feidman
Giora Feidman (ur. 25 marca 1936 w Buenos Aires, Argentyna) – argentyński wykonawca muzyki klezmerskiej, grający na klarnecie

## Życiorys
Giora urodził się w domu wypełnionym muzyką klezmerską, jako syn żydowskiego imigranta. Otrzymał muzyczne wykształcenie. Rozpoczął karierę w wieku 18 lat jako członek orkiestry Teatro Colón w Buenos Aires. Po dwóch latach, w 1956, przeniósł się do Izraela, gdzie został najmłodszym w historii klarnecistą w Izraelskiej Orkiestrze Filharmonicznej. Grał w niej przez ponad 20 lat.
Na początku lat 70. XX wieku rozpoczął karierę solową. Przeniósł się do Nowego Jorku. Rozpoczął tworzenie swojej wizji muzyki klezmerskiej, którą wzbogacał wpływami muzyki poważnej i nurtu współczesnego.
Na początku lat 90. XX wieku, w odpowiedzi na zaproszenie Stevena Spielberga, wraz z I. Perlman’em, współtworzył muzykę do filmu Lista Schindlera. Jego interpretacje muzyki Ory Bat Chaim, tworzą także ścieżkę dźwiękową do filmów: Tamta strona ciszy (1996) w reżyserii C. Link oraz Comedian Harmonists (1997), o życiu grupy Comedian Harmonists w reżyserii J. Vilsmaiera.

## Dyskografia
- The Singing Clarinet (1987)
- Clarinetango (1990)
- The Magic of the Klezmer (1990)
- Viva el Klezmer (1991)
- Gershwin & the Klezmer (1991)
- The Dance of Joy (1992)
- Klassic Klezmer (1993)
- Concert for the Klezmer (1993)
- Der Rattenfanger (1993)
- Feidman in Jerusalem (1994)
- Klezmer Chamber Music (1995)
- The Soul Chai (1995)
- The Incredible Clarinet (1995)
- For You (1996)
- Schelomo/Barakashot (1996)
- Silence and Beyond – G. Feidman gra Ora Bat Chaim (1997)
- Feidman in Bayreuth – Lilith – Neun Gesange der dunklen Liebe (1997)
- Soul Meditation, Harmony of Soul (1997)
- Der Golem – Feidman and the Arditti String Quartet (1997)
- Klezmer Celebration (1997)
- Feidman and Israel Camerata (1998)
- Feidman and Katja Beer – Schubert (1998)
- Journey (1999)
- And the Angels Sing (1999)
- Klezmer and More (2000)
- Rhapsody (2000)
- To Giora Feidman – Your Kletzmer Friends (2000)
- TangoKlezmer (2001)
- Dancing in the Field (2002)
- Feidman plays Piazzolla (2002)
- Love – G. Feidman gra Ora Bat Chaim (2003)
- Feidman Plays Mozart and More (2003)
- Safed – Feidman and The Safed Chamber Orchestra (2004)
- Ewigkeit Dringt in die Zeit (2004)
- Wenn Du Singst, Wie Kannst Du Hassen? (2005)
- Feidman and Eisenberg – Live at St. Severin (2005)
- Crossing Borders (2006)
- Klezmundo (2006)
- Klezmer in the Galilee (2007)
- The Spirit of Klezmer (2008)
- Klezmer & Strings (2009)
- Very Klezmer (2012)
- Feidman plays Beatles! (2017) – Feidman and Rastrelli Cello Quartett